# Guybrush Threepwood
Guybrush Ulysses Threepwood ist die Hauptfigur der Adventure-Computerspielreihe Monkey Island von LucasArts. Obwohl er nach eigenem Bekunden ein „mächtiger Pirat“ ist, ist er während der gesamten Spiele ein eher tollpatschiger und planloser Hauptcharakter.

## Figur

### Persönlichkeit
Im ersten Teil, The Secret of Monkey Island, wirkt Guybrush jugendlich, aufgeregt und etwas einfach und spiegelt die Haltung eines Kindes wider. Guybrush ist jedoch bekannt für seine Momente der Selbstsicherheit, die oft nach hinten losgehen, aber immer sehr viel Humor besitzen, der es ihm erlaubt, selbst aus schwierigen Situationen herauszukommen.
In Monkey Island 2: LeChuck’s Revenge zeigt Guybrush eine deutlich bösartigere Persönlichkeit und führt häufig moralisch fragwürdige Handlungen durch, nur um zu trotzen oder voranzukommen. Ebenso ist er durch seine bisherigen Leistungen etwas übermütig, zeigt aber immer noch einen relativ scharfen Verstand und kluges Denken.
Mit The Curse of Monkey Island scheint Guybrushs Persönlichkeit eine Kombination aus seinem bisherigen einfachen Verhalten und seiner bösen Art zu sein. Er scheint weitaus freundlicher als noch in den vorherigen Teilen, macht aber auch immer wieder unhöfliche Kommentare oder führt dreiste Aktionen durch.
In Flucht von Monkey Island scheint Guybrush ziemlich neurotisch. Er ist zu einem viel höflicheren und fürsorglicheren Individuum geworden, das nur selten besonders böse Taten begeht und sogar große Anstrengungen unternimmt, um anderen zu helfen. Er hat auch ein weitaus stärkeres Gewissen entwickelt, was sich selbst in so etwas einfachem wie seinem schlechten Gewissen wegen des Diebstahls einer Kaffeetasse zeigt.
In den Jahren bis zu Tales of Monkey Island wird Guybrush deutlich reifer. Er ist konsequenter und selbstbewusster, hat einen schärferen Witz und kann sich mehrmals gegen Elaine behaupten. Er ist auch mitfühlender geworden, so dass er die Freundschaft von Winslow (dem ehemaligen Kapitän der Screaming Narwhal, den er besiegt hat) und Morgan LeFlay (dem Piratenjäger und Fan) gewinnen konnte. Alle Spuren seines Egoismus sind verschwunden, Guybrush liebt Elaine über alles und weigert sich, die Rettung aufzugeben. Er bleibt ihr gegenüber immer loyal, während er gleichzeitig den Mut hat, sich zu behaupten und fest bei ihr zu sein, wenn es sein muss. Dies scheint Elaine veranlasst zu haben, mehr Respekt vor ihm und den Glauben an seine Fähigkeiten zu haben. Auch seine Fähigkeiten haben sich deutlich verbessert, denn er kann sich im Schwertkampf gegen Morgan LeFlay, den geschicktesten Kopfgeldjäger aller Meere, behaupten und schafft es sogar, sie mit seinem scharfen Verstand zu besiegen.
Abgesehen von seinem messerscharfen Witz scheint Guybrush auch sehr gebildet und in der Lage zu sein, lange Literaturpassagen zu lesen und extrem komplexe Wörter und Sätze auszusprechen, ohne darüber nachzudenken zu müssen, obwohl Guybrush in der gesamten Serie mehrmals erwähnt, dass er die Schule abgebrochen hat.

### Ursprung des Namens
Der Ursprung des Namens Guybrush stammt zum Teil von der MS-DOS Version des Bitmap-Grafik-Zeichenprogramms Deluxe Paint, dem Werkzeug, mit dem die Künstler das Sprite der Figur erstellt haben. Da die Figur zu diesem Zeitpunkt noch keinen Namen hatte, und dieser einfach Guy (engl. ‚Typ‘; allerdings auch ein männlicher Vorname) genannt wurde, hieß die Datei einfachheitshalber ebenfalls so. Als die Datei gespeichert wurde, fügte Steve Purcell, der für das Sprite verantwortliche Künstler, den Dateityp brush (engl. ‚Pinsel‘) hinzu, was darauf hindeutet, dass es sich um die Deluxe-Paint-Pinsel-Datei für das Sprite Guy handelte. Der Dateiname lautete dann „guybrush.lbm“, so dass die Entwickler schließlich gerade erst anfingen, diese noch unbenannte Figur Guy als Guybrush zu bezeichnen. Guybrushs Nachname Threepwood wurde in einem Firmenwettbewerb festgelegt und leitet sich von Figuren des englischen Autoren P. G. Wodehouse ab, darunter Galahad Threepwood und Freddie Threepwood (mit denen er ähnliche Eigenschaften teilt).

### Alter
Das Alter von Guybrush wird im Spiel nicht klar genannt. Im zweiten Spiel, Monkey Island 2: LeChuck’s Revenge, deutet ein Versprecher von Guybrush („Neun....ehhh, Einundzwanzig“) an, dass er neunzehn Jahre alt sein könnte, während er einen gefälschten Bibliotheksausweis in der Bibliothek von Phatt City erhält. Im dritten Teil, The Curse of Monkey Island, erfährt man, dass Guybrush zwanzig Jahre alt ist, was er mit seiner Mitgliedskarte der SCUMM Actors Guild beweist, welche er einer Nicht-Spieler-Figur vorlegen muss. Da Tales of Monkey Island etwa zehn Jahre nach Teil 1 spielt, müsste er hier zwischen 28 und 30 Jahre alt sein. Guybrush lügt jedoch oft bezüglich seines Alters, was sein tatsächliches Alter im Unklaren lässt.

### Stimme
Guybrush wird im Deutschen vom Synchronsprecher Norman Matt vertont, jedoch lediglich im dritten, vierten, fünften und sechsten Teil, da nur diese eine deutsche Sprachausgabe besitzen. Im Englischen wird er von dem Schauspieler Dominic Armato im dritten, vierten, fünften und sechsten Teil sowie in den Remakes der ersten beiden Teile vertont.

## Auftritte

### The Secret of Monkey Island
Als Guybrush zum ersten Mal in The Secret of Monkey Island erschien, welches während eines nicht genannten Zeitraums in der Karibik spielt, war er ein unbeholfener Jugendlicher, dessen einziges Ziel es war, ein Pirat zu sein. Guybrush, obwohl als attraktiver Junge dargestellt, ist ein dürrer blonder Junge mit minimalem Mut, Intelligenz und Charisma. Sein Haupttalent ist die Fähigkeit, den Atem für zehn Minuten anzuhalten, und er scheint sicherlich ein unwahrscheinlicher Kandidat für einen Seeräuber zu sein. Er zeigt jedoch viel Beharrlichkeit und versucht beharrlich, die drei Prüfungen der Piratenschaft abzuschließen, um dadurch zum Piraten zu werden.
Bei der Erkundung der Insel Mêlée Island trifft er die schöne Gouverneurin der Insel, Elaine Marley, und verliebt sich sofort in sie. Der Geisterpirat LeChuck ist ebenfalls in sie verliebt, seine Gefühle werden von Elaine jedoch nicht erwidert. Als LeChuck Elaine entführt, ist Guybrush gezwungen, sie aus dessen Versteck auf Monkey Island zu retten. Schließlich erweist sie sich als fähig, sich selbst zu schützen, und entkommt LeChuck. Guybrush schafft es am Ende, den Geisterpiraten LeChuck zu zerstören.

### Monkey Island 2: LeChuck’s Revenge
In Monkey Island 2: LeChuck’s Revenge nimmt fast das gesamte Spiel die Form einer Rückblende an, als Guybrush Elaine erzählt, was ihm passiert ist. So ist es während des Spiels möglich, zu sterben, indem man in eine Grube mit Säure fällt. Elaine bittet in diesem Fall Guybrush in der aktuellen Zeitebene, zu erzählen, was wirklich passiert ist, da er offensichtlich nicht sterben konnte, weil er ihr die Geschichte als Rückblende erzählt.
Als LeChuck’s Revenge beginnt, hat sich Guybrush auf ein episches neues Abenteuer begeben, um den legendären Schatz von Big Whoop zu finden. Bald begegnet er auf Scabb Island Largo LaGrande, LeChucks ehemaligen Handlanger. Dieser entdeckt, dass Guybrush LeChucks geisterhaften Bart hat, den er als Trophäe behalten hatte. Largo stiehlt den Bart und benutzt ihn, um die Leiche seines ehemaligen Chefs wiederzubeleben. Dank Guybrush ist LeChuck jetzt ein wütender Zombie mit Voodoo-Kräften statt eines verärgerten Geistes.
Die Voodoo-Frau erzählt Guybrush, dass LeChuck nur durch die Kraft des legendären Schatzes von Big Whoop aufgehalten werden kann. Um ihn zu finden, muss er nach Phatt Island und Booty Island reisen und vier Teile einer Schatzkarte finden. Als er die Karte vervollständigt, wird er von LeChuck gefangen genommen. Während er versucht zu entkommen, verursacht Guybrush eine enorme Explosion, die ihn nach Dinky Island schleudert, das sich zufällig als Versteck von Big Whoop herausstellt. Guybrush sprengt mit Dynamit Löcher in den Boden, um den Schatz zu finden, und landet in einem Labyrinth von unterirdischen, betonierten Tunneln.
In diesem verlassenen unterirdischen Ort mit Aufzügen, Maschinen, einem Büro usw. jagt ihn LeChuck. Dieser behauptet, dass er Guybrushs Bruder ist, als Parodie auf eine Szene zwischen Darth Vaders und Luke Skywalker in Star Wars. Nachdem Guybrush LeChuck schließlich mit einer Voodoo-Puppe besiegt, kniet er sich hin und entfernt die Maske des Piraten. LeChuck wird als Guybrushs tyrannisierender älterer Bruder Chuckie enthüllt.
Plötzlich sind sowohl Guybrush als auch Chuckie Kinder in einem Vergnügungspark, der wie Booty Island aussieht und werden dort von ihren Eltern wiedergefunden. Beide Teile scheinen nur Tagträume eines kleinen Jungen gewesen zu sein, der von Piraten begeistert ist. Nur eine kurze Szene während des Abspanns deutet darauf hin, dass diese Interpretation falsch sein könnte: Elaine Marley fragt sich untätig, ob Guybrush Opfer eines bösen Zaubers von LeChuck geworden ist, und der Spieler sieht, dass Chuckie leuchtende rote Augen hat.

### The Curse of Monkey Island
Ähnlich wie die Lücke zwischen den ersten beiden Spielen, beginnt The Curse of Monkey Island mit Guybrush, der in einem Auto-Scooter-Wagen in der Karibik schwimmt und in ein Tagebuch schreibt. Der Spieler erfährt, dass der surreale unterirdische Ort und der Kinder-Themenpark, in dem Monkey Island 2 endete, das Ergebnis von LeChucks täuschendem Zauber waren. LeChuck hatte einen unheimlichen Themenpark gebaut, der als Karneval der Verdammten bekannt ist. Die „Offenbarung“, dass sie Brüder waren, war einfach Teil des bösen Plans. Nach einer ungenannten Zeit der Gefangenschaft gelang es Guybrush zu entkommen.
Guybrush schreibt seine Erinnerungen auf und befindet sich plötzlich mitten in einem Kampf zwischen den Streitkräften von Plunder Island (angeführt von Elaine) und LeChucks untoter Crew. Guybrush stolpert in LeChucks Laderaum und findet einen riesigen Diamantring, den er benutzt, um Elaine einen Antrag zu machen. Leider ist der Ring verflucht und verwandelt Elaine sofort in eine Statue aus massivem Gold. Die Voodoo Lady leistet wieder einmal magische Hilfe und teilt Guybrush mit, dass der Fluch nur gebrochen werden kann, wenn man den Ring durch einen anderen ersetzt, der einen Diamanten "von gleichem oder höherem Wert" enthält.
Der ineffektive Held muss eine Piratencrew zusammenstellen und nach Blood Island und Skull Island segeln. Schließlich gelingt es ihm, den Fluch zu brechen und Elaine zurück zu verwandeln. LeChuck, der in der früheren Schlacht getötet wurde, taucht als Dämonenpirat wieder auf und entführt Guybrush. LeChuck bringt Guybrush zurück zum Karneval der Verdammten und verwandelt ihn erneut in ein Kind. Am Ende schafft es Guybrush, wieder zurückzukommen und einen Teil der Achterbahn des Todes in die Luft zu jagen, indem er LeChuck unter einem Berg aus Eis und Schnee begräbt. Elaine und Guybrush heiraten schließlich und segeln gemeinsam in den Sonnenuntergang.

### Flucht von Monkey Island
In Flucht von Monkey Island kehren Guybrush Threepwood und Elaine Marley-Threepwood nach dreimonatigen Flitterwochen nach Mêlée Island zurück. Während das Paar weg war, wurde Elaine für tot erklärt. Die Villa des Gouverneurs soll abgerissen werden und ein schleimiger Politiker namens Charles L. Charles ist bereit, die Position zu übernehmen. Ohne andere Wahl beginnt Elaine eine verzweifelte Kampagne zur Wiederwahl gegen Charles (der sich, wenig überraschend, als niemand Geringeres als LeChuck in Verkleidung zeigt). Während Guybrush durch Mêlée wandert, stellt er fest, dass alle lokalen Unternehmen von Ozzie Mandrill, einem australischen Unternehmer, übernommen wurden.
Guybrush entdeckt, dass Ozzie die gesamte Karibik übernehmen will. Ozzie sucht einen mächtigen Voodoo-Talisman namens "Die Ultimative Beleidigung", mit dem er alle Piraten zu sauberen, produktiven Mitgliedern der Gesellschaft machen will. LeChuck hilft Ozzie im Austausch für Elaines Hand, nachdem ihr Wille durch die ultimative Beleidigung gebrochen wurde.
Wieder einmal muss Guybrush eine widerwillige Crew zusammenstellen, die diesmal nach Lucre Island und Jambalaya Island segelt, bevor sie auf Monkey Island landet. Dort findet er einen riesigen, roboterhaften Affen und kehrt damit nach Mêlée zurück. Ozzie hat die ultimative Beleidigung erworben und nutzt seine Macht, um LeChuck zu versklaven, der die Form einer gigantischen Statue von sich selbst angenommen hat. Guybrush, der seinen Roboter-Affen steuert, schafft es, die Niederlage lange genug aufzuhalten, damit Elaine entkommen kann. Die Statue erhält kurz einen Moment des freien Willens und zerquetscht den auf der Kopfhaut montierten Ozzie sowie die ultimative Beleidigung. Die Kraft der Beleidigung verursacht eine gewaltige Explosion, die auch LeChuck scheinbar zerstört.

### Tales of Monkey Island
Tales of Monkey Island beginnt mit Guybrush, der LeChuck und Elaine einholt, die von dem untoten Piraten wieder einmal zusammen mit den "Monkeys of Montevideo" entführt wurden. Während LeChuck die Affen verhext, versucht Guybrush, LeChuck mit einem von ihm zusammengestellten Voodoo-Entermesser zu töten, beschädigt aber den Voodoo-Zauber, der für die Perfektionierung des Schwertes erforderlich ist, indem er Grog anstelle von Voodoo-Rootbier verwendet. Das Ergebnis ist, dass LeChuck sich in einen Menschen verwandelt und seine Voodoo-Energien in Form der Pocken von LeChuck freigesetzt werden. Eine Explosion führt dann dazu, dass Guybrush auf Flotsam Island gestrandet ist, während die Pocken Piraten in der ganzen Karibik infizieren. Auf der Insel trifft Guybrush seine alte Freundin die Voodoo Lady, die ihn über die Mythen von La Esponja Grande, der einzigen bekannten Heilung der Pocken, informiert und ihm sagt, dass er ihren ehemaligen Geliebten Coronado De Cava finden soll.
Während Guybrush seine Suche fortsetzt, beauftragt er Reginald Van Winslow als seinen ersten Gefährten und kreuzt die Pfade mit dem wahnsinnigen Marquis De Singe, der versucht, die Pocken in Guybrushs Hand für seine eigenen Zwecke zu benutzen, und Morgan LeFlay, einem Piraten-Kopfgeldjäger, der Guybrush vergöttert und von De Singe angeheuert wurde, um seine Hand zu erhalten. Nachdem er seine Hand verloren und Morgan besiegt hat, trifft sich Guybrush wieder mit Elaine auf den Jerkbait-Inseln und ist gezwungen, mit einem scheinbar reformierten LeChuck zusammenzuarbeiten, um die Beschwörungsartefakte zu erhalten, die ihm helfen, La Esponja zu finden, bevor es Piraten tun. Als Guybrush alle drei Artefakte erwirbt, die Pockenpiraten aufhält und die Kreaturen beschwört, die ihn nach La Esponja führen werden, geht Guybrush los, um den Schwamm zu finden, während Elaine bei LeChuck bleibt, um ihm zu helfen, die Affen von Montevideo wieder in ihren richtigen Lebensraum zurückzuführen.
Während Guybrush und Winslow den Kreaturen folgen, werden sie von Morgan wieder abgefangen, der zurückgekehrt ist, um Guybrush für De Singe zu fangen. Bevor jedoch etwas passiert, werden alle drei von einer riesigen Seekuh verschluckt, die sie zur Stelle des Schwamms führt. Auf dem Weg nach La Esponja trifft Guybrush auf einen mental instabilen Coronado und arbeitet mit Morgan zusammen, der sich als seine Frau ausgibt, um aus der Seekuh rauszukommen und den Schwamm zu holen. Obwohl Morgan sich in Guybrush verliebt, verrät sie ihn, nachdem er La Esponja bekommen hat, und gibt ihn De Singe auf Flotsam Island zurück. Guybrush wird jedoch von einem wütenden Mob entführt und vor Gericht gebracht, weil er die "Pocken von LeChuck" verursacht hat. LeChuck rettet Guybrush schließlich, indem er sich die Schuld für die Pocken gibt und enthüllt, dass die Voodoo Lady die Ereignisse der ganzen Serie für ihre eigene Agenda manipuliert hat. Guybrush wird freigesprochen und ist in der Lage, die Kraft von La Esponja zu verstärken, nutzt sie zur Heilung der Pocken und tötet De Singe, um seine Frau vor seinen Experimenten zu retten.
LeChuck bekommt jedoch seine Hand wieder und ermordet Morgan und Guybrush. Ebenso deckt er auf, dass die Pocken und seine menschliche Verwandlung alles Teil seines Plans war, La Esponja Grande zu finden und zu nutzen, um unendliche Voodoo-Energie zu erhalten und die Meere zu erobern. Die Affen von Montevideo werden von LeChuck hypnotisiert und an strategischen Orten rund um den Golf von Melange platziert, um den Eingang zur Kreuzung zu öffnen, anstatt in ihre natürlichen Lebensräume zurückgebracht zu werden. Guybrush kommt an der Kreuzung an, als LeChuck die Meere erobert und zum Dämonen-Piratengott wird, indem er La Esponja benutzt, um grenzenlose Voodoo-Energie aufzunehmen. Guybrush kann zuerst als Geist und später als Zombie in das Land der Lebenden zurückkehren, erfährt aber, dass Elaine durch die Voodoo-Energie, die La Esponja ihm liefert, unter LeChucks Kontrolle steht. Mit Morgans Hilfe und der Führung der Voodoo-Lady kehrt Guybrush die Kräfte von La Esponja um, rettet Elaine vor LeChucks Kontrolle und verbannt LeChuck nach einem Showdown mit dem Bösewicht zurück an die Kreuzung. Er ist schließlich in der Lage, mit Elaines Ehering, der ihm früher im Spiel gegeben wurde, völlig lebendig zurückzukehren.